# Сюрмели (вилает Самсун)
Сюрмели (на турски: Sürmeli) е село в околия Бафра, вилает Самсун, Турция. На около 100 метра надморска височина. Намира се на 50 км от град Самсун и на 13 км от град Бафра. Населението му през 2000 г. е 628 души. Населено е предимно с българи–мюсюлмани (помаци). Те се заселват в селото през март 1924 г. Произхождат от района на Кавала, днешна Гърция. Нови преселници пристигат в периода 1926 – 1927 г.